# Armor for Sleep
Armor for Sleep byla americká pop punková hudební skupina, která vznikla v roce 2001 v New Jersey. Poslední sestavu tvořili zpěvák, kytarista a textař Ben Jorgensen, vedoucí kytarista PJ DeCicco, baskytarista Anthony DiIonno a bubeník Nash Breen.
V létě roku 2002 začala kapela s nahráváním debutového alba Dream to Make Believe, jež vyšlo ve vydavatelství Equal Vision Records v červnu 2003. U stejného vydavatele vyšel roku 2005 i druhý počin kapely What to Do When You Are Dead. Obě alba byla pojata jako konceptuální. V roce 2006 kapela přešla k vydavatelství Sire Records, se kterým vydala v roce 2007 svoje třetí a poslední studiové album s názvem Smile for Them. V říjnu roku 2009 oznámila kapela ukončení činnosti, avšak i po tomto datu se členové finální sestavy sešli několikrát u příležitosti koncertního vystoupení.

## Diskografie

### Studiová alba
- Dream to Make Believe (2003)
- What to Do When You Are Dead (2005)
- Smile for Them (2007)

### EP alba
- The Way Out Is Broken (2008)